# Ober-Ramstadt
Ober-Ramstadt est une ville allemande, située à 10 km de Darmstadt, dans le Land de Hesse.
Elle est jumelée avec la ville française de Saint-André-les-Vergers et la ville italienne de Cogoleto.

## Histoire
| Appartenances historiques Comté de Katzenelnbogen 1222-1479 Landgraviat de Haute-Hesse 1479-1500 Landgraviat de Hesse 1500-1567 Landgraviat de Hesse-Darmstadt 1567-1806 Grand-duché de Hesse 1806-1918 République de Weimar 1918-1933 Reich allemand 1933-1945 Allemagne occupée 1945-1949 Allemagne depuis 1949 |